# Friedrich Rebers
Friedrich Rebers (* 3. Juni 1929 in Bremen; † 12. Dezember 2001 in Bremen) war ein deutscher Sparkassendirektor, ein Bremer Politiker (SPD, AfB) und Präsident des Bürgerparkvereins Bremen.

## Biografie
Rebers war der Sohn eines Zimmermanns. Er wuchs bei seiner Großmutter auf und besuchte die Realschule in der Bremer Altstadt. Er war verheiratet mit Erika Rebers. Beide hatten zwei Kinder: Annette Rebers und Ulrich Rebers.

### Sparkasse Bremen
Von 1945 bis 1947 absolvierte er eine Lehre bei der Sparkasse Bremen. 1957 erhielt er die Handlungsvollmacht bei der Sparkasse und danach die Prokura als Abteilungsdirektor. 1971 rückte er zum Mitglied im Vorstand auf und war von Anfang 1974 bis 1995 als Nachfolger von Rolf Speckmann Vorstandsvorsitzender der Sparkasse. Ihm folgte 1995 als Chef der Sparkasse Jürgen Oltmann.

### Mitgliedschaften
Rebers war Mitglied im Bürgerparkverein Bremen. Als Nachfolger von Friedrich Selchert war Rebers von 1981 bis 1998 Präsident des Parkvereins; ihm folgte Heinz-Werner Hempel. Rebers war nach 1997 Ehrenpräsident des Vereins. Er war Mitbegründer und Förderer der jährlich stattfindenden Bürgerparktombola in Bremen.
Er gehörte weiterhin einer großen Anzahl von Kultur- und Parkvereinen an, zum Beispiel auch dem Rotary-Club in Bremen.

### Politik
Ende der 50er Jahre wurde er Mitglied der SPD. Er verließ im Jahr 1995 die Partei – auch auf Grund der im Jahr 1991 geschlossenen Koalition der SPD mit den Grünen in Bremen – und gründete 1995 eine Wählergemeinschaft mit dem Namen Arbeit für Bremen und Bremerhaven (AfB), die bis 2002 bestand. Diese Wählergemeinschaft wurde zum Sammelbecken unzufriedener, ehemaliger SPD-Mitglieder des rechten Parteiflügels, aber auch vieler engagierter Bürger, die bisher keiner Partei angehörten. Bei der 1995 folgenden Wahl zur Bremischen Bürgerschaft erreichte die AfB unter seiner Führung auf Anhieb für die 14. Wahlperiode 10,7 % der Stimmen und 12 Abgeordnetenmandate. Bürgermeister Klaus Wedemeier (SPD) trat wegen des schlechten Wahlergebnisses zurück. Sein Nachfolger Henning Scherf (SPD) bildete nicht mit Rebers und der AfB eine Koalition, sondern mit der CDU eine große Koalition. Friedrich Rebers, Elke Kröning und Andreas Lojewski wurden Fraktionssprecher der AfB. Ein Schlaganfall (um 1998) setzte der Arbeit von Rebers ein überraschendes Ende. Nachrückerin für ihn wurde Brigitte Ginda. Bei der Bürgerschaftswahl 1999 konnte die AfB ohne ihren beliebten Spitzenkandidaten nur noch 2,4 % der Stimmen erreichen; sie erhielt kein Mandat in der Bürgerschaft, sondern nur noch einige Sitze in den Beiräten.

### Ehrungen
Insbesondere auf Grund seiner Aktivität für den Bürgerpark wurde er mehrfach ausgezeichnet:
- 1991 mit der Silberne Halbkugel des Deutschen Nationalkomitees für Denkmalschutz
- 1998 mit der Senatsmedaille für Kunst und Wissenschaft der Freien Hansestadt Bremen
- Der Friedrich-Rebers-Platz beim Marcusbrunnen im Bürgerpark Bremen erhielt 2009 seinen Namen
- Ehrensenator der Hochschule für Künste Bremen